# Camilo Ugo Carabelli
Camilo Ugo Carabelli (* 17. června 1999 Buenos Aires) je argentinský profesionální tenista. Na challengerech ATP a okruhu ITF získal dvanáct titulů ve dvouhře.
Na žebříčku ATP byl ve dvouhře nejvýše klasifikován v květnu 2025 na 51. místě a ve čtyřhře v březnu 2022 na 232. místě. Trénují ho Leonardo Olguín a Marcos Massonneau.

## Tenisová kariéra
Do první grandslamové kvalifikace zasáhl na Australian Open 2022. Časnou porážku mu přivodil Tomáš Macháč, ačkoli proti němu získal úvodní sadu. Kvalifikační soutěž na navazujcíím majoru, antukovém French Open 2022, již zvládnul, čímž debutoval v hlavní soutěži grandslamu i okruhu ATP Tour. Do pařížské dvouhry nastoupil jako 154. hráč žebříčku. V prvním kariérním pětisetovém klání, i premiérovém duelu s členem Top 40, zdolal třicátého devátého muže pořadí Aslana Karaceva. V závěrečném dějství přitom dotáhl ztrátu gamů 2–5 a vynutil si rozhodující 10bodový supertiebreak, historicky vůbec první takový na Roland-Garros. Ve 22 letech se stal nejmladším argentinským vítězem zápasu na pařížském grandslamu od Schwartzmana v roce 2015 Ve druhé fázi hladce podlehl světové devítce Félixi Augeru-Aliassimemu. Po skončení debutoval v Top 150 žebříčku.

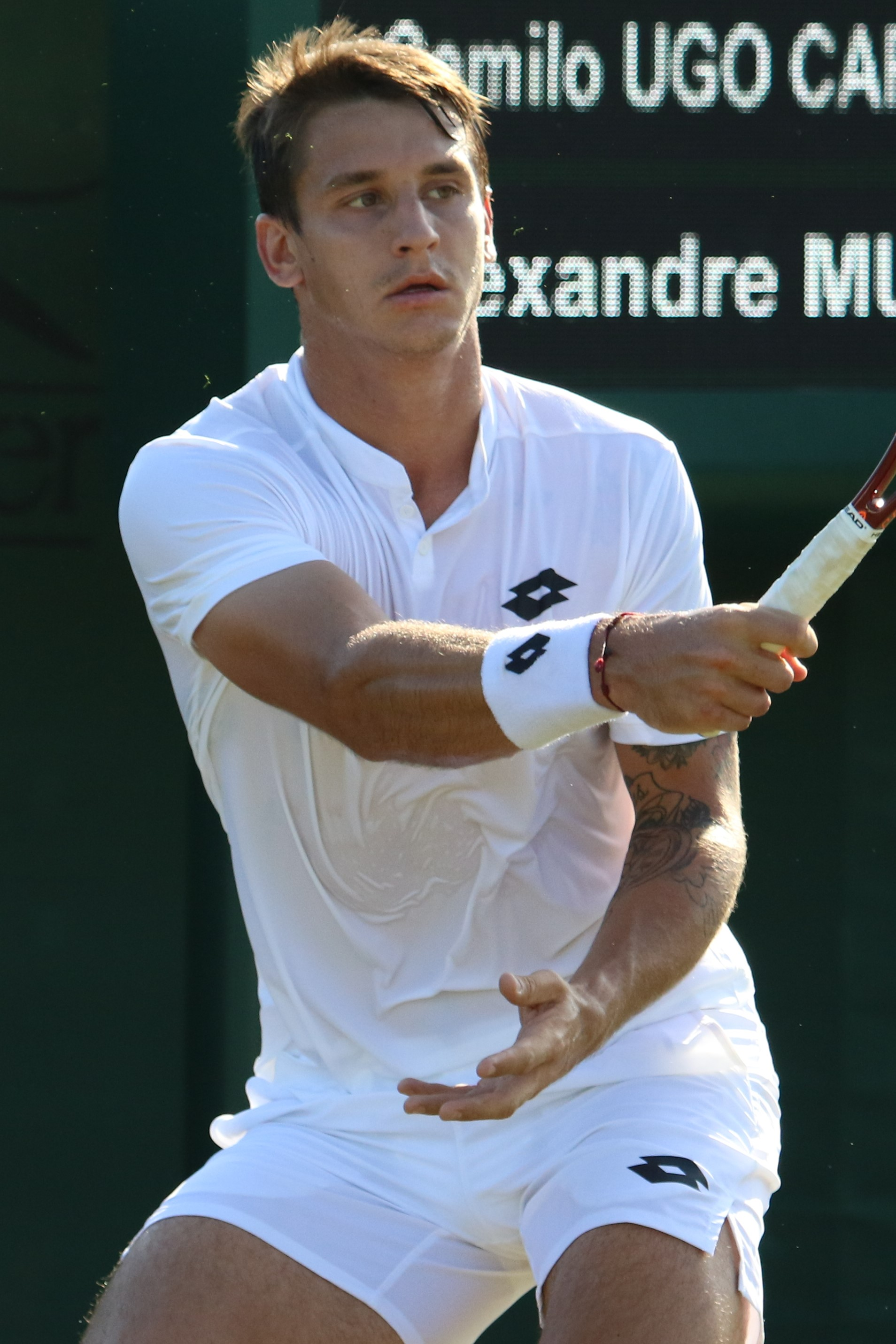
V kvalifikaci Wimbledonu 2022

Mimo grandslam se v hlavní soutěži túry ATP poprvé představil na únorovém Argentina Open 2023 v rodném Buenos Aires, když v kvalifikačním kole vyřadil nejvýše nasazeného krajana Facunda Bagnise. Do singlové soutěže vstoupil výhrou nad Kolumbijcem Danielem Elahim Galánem, než jej zastavil srbský spolukvalifikant Dušan Lajović. O týden později prošel přes Thiaga Seybotha Wilda kvalifikačním sítem do dvouhry Chile Open 2023, v níž mu stopku vystavil opět Lajović z osmé světové desítky. Ve druhém kole Argentina Open 2024 podlehl španělskému druhému muži klasifikace Carlosi Alcarazovi.
Do čtvrtfinále i semifinále okruhu ATP poprvé postoupil na únorovém Rio Open 2025 v kategorii ATP 500. Do hlavní soutěže riodejaneirského turnaje prošel až jako šťastný poražený, když v kvalifikačním kole nestačil na Chilana Barriose Veru. Ve dvouhře pak postupně vyřadil Španěla Pedra Martíneze, znamenající druhé vítězství nad členem Top 50, bosenskou jedničku Damira Džumhura a Portugalce Jaimeho Fariu. S portugalským hráčem odehráli druhé čtvrtfinále dvou šťastných poražených na okruhu ATP Tour od jeho založení v roce 1990, po utkání Purcella se Seppim na Eastbourne International 2021. Do finále jej však nepustil pozdější argentinský vítěz Sebastián Báez, ačkoli si připsal úvodní set. Po skončení se 24. února 2024 posunul na nové žebříčkové maximum, 69. místo. Před rozehráním Rio Open přitom ve dvouhře okruhu ATP vyhrál jen čtyři zápasy. O týden později se znovu probojoval do semifinále. Ve čtvrtfinále Chile Open 2025 jej nezastavil krajan Federico Coria. Jeho cestu soutěží ale podruhé v řadě ukončil Báez.
Na šestý pokus poprvé prošel kvalifikací v sérii Masters do hlavní soutěže, přestože v jejím závěru prohrál s Ethanem Quinnem. Po odstoupení Jarryho však získal jistotu účasti na březnovém Miami Open 2025. Jako šťastný poražený přehrál kvalifikanta Brandona Holta, který podával za stavu 6–2 a 5–4 na postup. Ve druhém kole jej nezastavil další Američan, třicátý druhý nasazený Alex Michelsen.

## Tituly na challengerech ATP a okruhu ITF

### Dvouhra (12 titulů)
| Legenda         |
| --------------- |
| Challengery (8) |
| ITF (4)         |

| Č. | datum         | turnaj                           | okruh             | povrch | poražený finalista      | výsledek           |
| -- | ------------- | -------------------------------- | ----------------- | ------ | ----------------------- | ------------------ |
| 1. | květen 2018   | Villa María, Argentina           | Futures           | antuka | Juan Carlos Sáez        | 7–6(7–5), 6–3      |
| 2. | červenec 2018 | Gubbio, Itálie                   | Futures           | antuka | Genaro Alberto Olivieri | 6–7(1–7), 6–1, 6–2 |
| 3. | září 2018     | Villa del Dique, Argentina       | Futures           | antuka | Nicolás Álvarez         | 6–2, 7–6(7–1)      |
| 4. | březen 2020   | Río Cuarto, Argentina            | World Tennis Tour | antuka | Tomás Martín Etcheverry | 7–6(11–9), 6–2     |
| 1. | srpen 2021    | Varšava, Polsko                  | Challenger        | antuka | Nino Serdarušić         | 6–4, 6–2           |
| 2. | duben 2022    | Tigre, Argentina                 | Challenger        | antuka | Andrea Collarini        | 7–5, 6–2           |
| 3. | srpen 2022    | Lima, Peru                       | Challenger        | antuka | Thiago Agustín Tirante  | 6–2, 7–6(7–4)      |
| 4. | září 2023     | Antofagasta, Chile               | Challenger        | antuka | Tristan Boyer           | 3–6, 6–1, 7–5      |
| 5. | únor 2024     | Piracicaba, Brazílie             | Challenger        | antuka | Federico Coria          | 7–5, 6–4           |
| 6. | březen 2024   | Santa Cruz de la Sierra, Bolívie | Challenger        | antuka | Murkel Dellien          | 6–4, 6–2           |
| 7. | říjen 2024    | Villa María, Argentina           | Challenger        | antuka | Jesper de Jong          | 7–6(7–3), 3–6, 6–4 |
| 8. | únor 2025     | Rosario, Argentina               | Challenger        | antuka | Hugo Dellien            | 3–6, 6–3, 6–2      |